# Michał Nowaczyk
Michał Nowaczyk (26 juli 1996) is een Pools snowboarder.

## Carrière
Nowaczyk maakte zijn wereldbekerdebuut in het seizoen 2014/15. In de loop van de volgende seizoen nam hij aan meer wereldbekerwedstrijden deel. Hij bereikte zijn eerste podium in het seizoen 2020/21 in het Zwitserse Scuol.

## Resultaten

### Wereldkampioenschappen
| Jaar | Plaats        | Resultaten                                  |
| ---- | ------------- | ------------------------------------------- |
| 2017 | Sierra Nevada | 40e Parallelslalom 40e Parallelreuzenslalom |
| 2019 | Park City     | 21e Parallelslalom 24e Parallelreuzenslalom |

### Wereldbeker
Eindklasseringen
| Seizoen   | PAR | PSL | PGS |
| --------- | --- | --- | --- |
| 2014/2015 | 76e | 71e | -   |
| 2015/2016 | -   | -   | -   |
| 2016/2017 | 65e | 54e | 68e |
| 2017/2018 | 37e | 26e | 39e |
| 2018/2019 | 43e | 35e | 42e |
| 2019/2020 | 46e | 62e | 42e |
| 2020/2021 |     |     |     |